# Gustav von Loeper

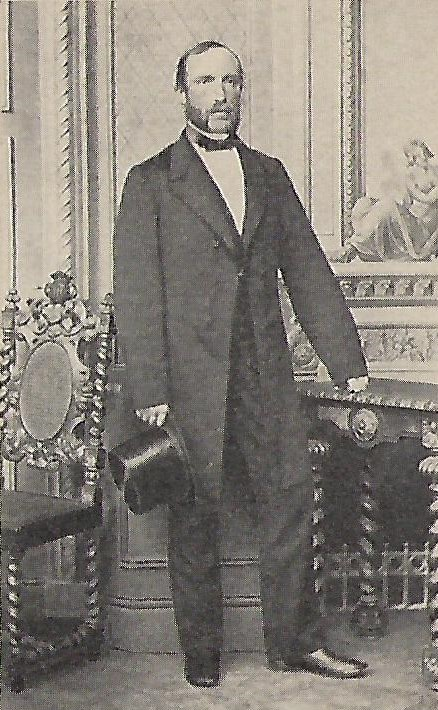
Gustav von Loeper

Gustav von Loeper (ur. 27 września 1822 w Wedderwill, Powiat Regenwalde, zm. 13 grudnia 1891 w Schöneberg koło Berlina) — był niemieckim prawnikiem, administrator majątku korony pruskiej, badaczem Goethego i wyrazicielem idei zjednoczenia Niemiec. 

## Rodzina
Jego rodzicami byli Johann Ludwig von Loeper (ur. 8 listopada 1786, zm. 4 stycznia 1850) i Ernestine Johanna Caroline von der Osten (ur. 15 grudnia 1789, zm. 27 czerwca 1868). Jego bratem był parlamentarzysta Johann Georg von Loeper (1819–1900). Gustav von Loeper był żonaty. Jego żoną była Caroline Leonore Charlotte Wegner (ur. 19 lipca 1829, zm. 19 kwietnia 1907). Para miała troje dzieci, trzy córki,  Gustave Leonore Anna (ur. 16 czerwca 1863, zm. 1940), Johanna Ida (ur. 18 maja 1865), Helene Else (ur. 8 sierpnia 1866).

## Kariera
- Studia, Uniwersytet Humboldtów w Berlinie i Uniwersytet w Heidelbergu, gdzie studiuje nauki prawne i nauki kameralne
- W 1843 wstępuje do Corps Saxo-Borussia Heidelberg
- Zdaje egzaminy na sędziego
- Przez kilka lat pracuje jako sędzia
- W 1854 został powołany do departamentu ministra majątku królewskiego (Królestwo Prus)
- Przez ponad 32 lata był odpowiedzialny za wszystkie obszary administracji Korony
- Szczególnie poświęcił się praktyce państwowego i prywatnego prawa książęcego, a także głównej listy majątku Hohenzollernów
- Prowadził wszystkie istotne procesy sądowe, z których żadnego nie przegrał
- W 1863 r. Udało mu się dochodzić roszczeń Prus Koronnych do majątku alodialnego wymarłego już rodu Anhalt-Bernburg
- Zdobył wielkie majątki w Schwedt i Oels dla majątku koronnego
- Od 1865 był wykładowcą i doradcą ministerialnym
- Od 1876 był także dyrektorem książęcego archiwum
- W 1879 został radcą I klasy
- W październiku 1886 roku odszedł na emeryturę
- Johann Wolfgang von Goethe, któremu przez 40 lat poświęcił wszystkie wolne chwile i znalazł się on w centrum jego życia
- Badał dokumenty, listy i dzieła Goethego w nowo otwartym Archiwum Goethego.
- Pisał komentarze do dzieł poety
- Wyrażał idę zjednoczenia kulturowego i politycznego Niemiec
- Słynne były jego wyjaśnienia dotyczące poezji i prawdy oraz maksym i refleksji
- Od powstania Towarzystwa Goethego (1885) zasiadał zawsze w jego zarządzie i został wybrany do rady redakcyjnej
- W 1886 Uniwersytet w Heidelbergu nadał mu tytuł Doktora honoris causa nauk prawnych
- Uniwersytet w Berlinie nadał mu tytuł Doktora honoris causa nauk filozoficznych